# Alfred Gardiner
Alfred George Gardiner, född 1865, död 1946, var en brittisk journalist och författare.
Gardiner var 1902-1919 utgivare av den liberala tidningen Daily News. Bland hans arbeten märks bland annat The life of Sir William Harcourt (2 band 1923), The life of George Cadbury (1923), Certain people of importance (1926). På svenska finns Englands ledare (1915).